# Portugiesisch-serbische Beziehungen
Die portugiesisch-serbischen Beziehungen umfassen die bilateralen Beziehungen zwischen Portugal und Serbien. Die Länder gingen 1917 erstmals diplomatische Beziehungen ein, die seit 1974 wieder ununterbrochen bestehen. Zwischen 1918 und 1992 wurden die Beziehungen von den jugoslawisch-portugiesischen Beziehungen bestimmt.
Die Beziehungen gelten traditionell als freundschaftlich. Seit 2018 hat Serbien Beobachterstatus in der Gemeinschaft der Portugiesischsprachigen Länder. Die beiden Länder sind Partner in einer Reihe weiterer multilateraler Organisationen wie dem Europarat, der Organisation für Sicherheit und Zusammenarbeit in Europa oder den verschiedenen UN-Organisationen. Portugal, das der EU seit 1986 angehört, unterstützt zudem die Beitrittsverhandlungen Serbiens mit der Europäischen Union, seitdem 2013 wichtige Problemstellungen der Kriegsverbrecherprozesse geklärt wurden, und trotz der offenen Fragen in Bezug auf den Kosovo, dessen Unabhängigkeit Portugal anerkannt hat und wo Portugal auch mit Militär an UN-Missionen teilnimmt.
Auch im Rahmen des Verteidigungsbündnisses NATO kooperieren beide Länder: Portugal ist Gründungsmitglied der NATO, bei der Serbien zwar kein Mitglied ist, aber am NATO-Projekt Partnerschaft für den Frieden teilnimmt, trotz der NATO-Bombardierungen Serbiens im Kosovokrieg 1999.
201 serbische Staatsbürger waren im Jahr 2018 in Portugal gemeldet, die meisten im Großraum Lissabon (87) und an der Algarve (30). In Serbien waren 160 Bürger im Jahr 2014 im Konsulat der portugiesischen Botschaft registriert. 38 Einwohner Serbiens sind in Portugal geboren (Stand 2017).

## Geschichte

### Bis 1974

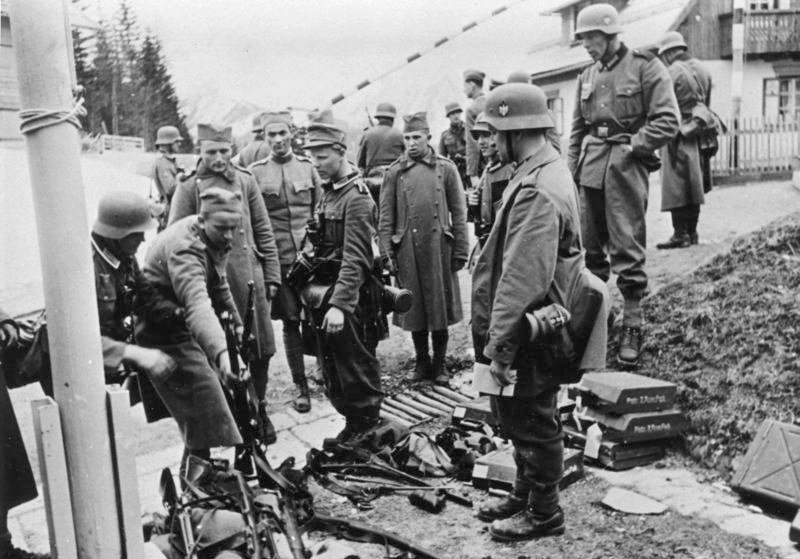
Serbische Soldaten geraten in deutsche Kriegsgefangenschaft (6. April 1941): Portugal erkannte die exilierte jugoslawische Regierung an und blieb parallel im besetzten Belgrad mit seinem Botschafter in Rumänien doppelakkreditiert

Ein erstes unabhängiges Serbien bestand erstmals im Jahr 822, die ab 868 bestehende Grafschaft Portucale wurde 1139 als Königreich Portugal unabhängig. Serbien kam 950 unter byzantinische, ab 1389 unter osmanische Herrschaft. Endgültig unabhängig wurde Serbien 1878, 1882 wurde es zum Königreich Serbien. Am 19. Oktober 1917 gingen Portugal und Serbien diplomatische Beziehungen ein, die 1918 mit dem neugegründeten Königreich Jugoslawien fortgeführt wurden.
Im Zweiten Weltkrieg blieb das semi-faschistische Portugal unter Diktator Salazar neutral, während Jugoslawien 1941 von der deutschen Wehrmacht erobert wurde. Portugal erkannte danach die ins Exil gegangene Regierung Jugoslawiens an, blieb jedoch mit seinem Botschafter in Rumänien in Belgrad doppelakkreditiert, wo dieser sich von Februar bis April 1941 aufhielt.
Nach Kriegsende 1945 gründete sich das sozialistische Jugoslawien. Trotz der Blockfreiheit Jugoslawiens blieb das streng antikommunistische Regime Portugal auf Distanz, später auch wegen der Unterstützung von Unabhängigkeitsbewegungen in den Portugiesischen Kolonialkriegen der 1960er und 1970er Jahre. Nach der linksgerichteten Nelkenrevolution 1974 und dem folgenden Ende des Estado Novo-Regimes in Portugal näherten sich Jugoslawien und Portugal wieder an und nahmen am 11. Juni 1974 diplomatische Beziehungen auf.

### Seit 1974

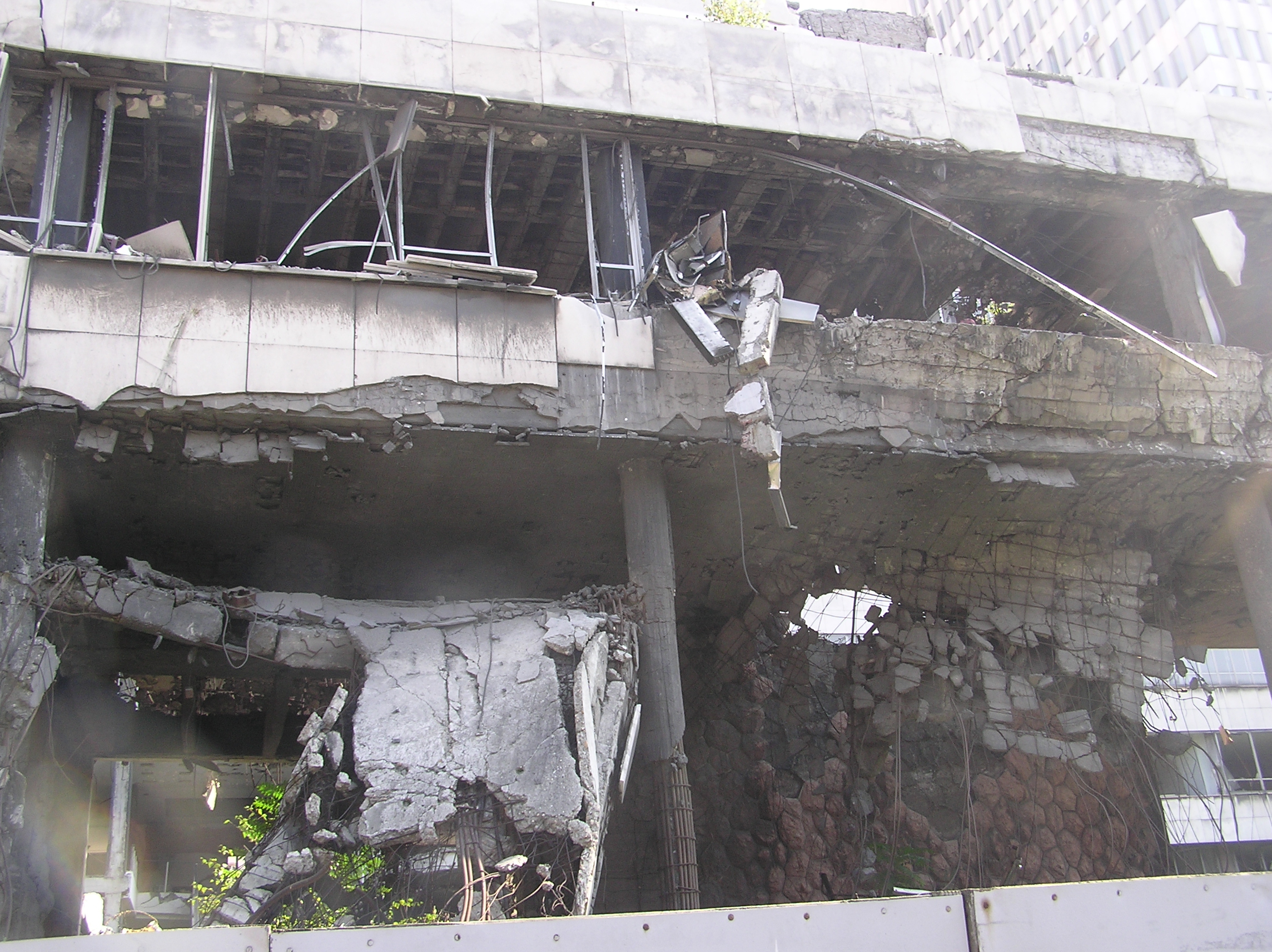
Belgrad 1999, von NATO-Bomben zerstörtes Verteidigungsministerium: Portugal war als NATO-Mitglied an der Bombardierung Jugoslawiens 1999 beteiligt, musste sich dafür jedoch vor der eigenen Bevölkerung entschuldigen und zog sich aus den Kriegshandlungen zurück.

Mit der zunehmenden westlichen Einbindung Portugals erfuhren die jugoslawisch-portugiesischen Beziehungen keine wesentlichen Vertiefungen, blieben aber freundschaftlich. Die diplomatischen Beziehungen gingen nach der Auflösung der sozialistischen Republik Jugoslawien 1992 auf die Bundesrepublik Jugoslawien über.
Während des Kosovokrieges 1999 war Portugal als NATO-Mitglied aktiv an der Bombardierung der Bundesrepublik Jugoslawien beteiligt. Portugiesische Medien berichteten vor Ort von dem Konflikt, was in der öffentlichen Meinung die Ablehnung der portugiesischen Beteiligung verstärkte. In der Folge fuhr die Regierung Portugals die Beteiligung zurück und bedauerte sein Engagement.
Nach der Auflösung der Bundesrepublik Jugoslawien 2003 blieben die diplomatischen Beziehungen bestehen und gingen auf Serbien und Montenegro über. Nach dem Austritt Montenegros 2006 gingen die diplomatischen Beziehungen schließlich auf die heutige Republik Serbien über. Bereits am 21. März 2005 war ein bilaterales Abkommen in Kraft getreten, dass die Gültigkeit der jugoslawisch-portugiesischen Abkommen auch für Serbien als Nachfolgestaat festschreibt.
Am 13. Februar 2009 unterzeichneten beide Länder in Belgrad ein Kooperationsabkommen in Verteidigungsfragen, am 16. September 2009 in Lissabon folgte ein gegenseitiges Investitionsförderungs- und Investitionsschutzabkommen, das am 24. Juli 2010 in Kraft trat.
Auf der 12. Konferenz der Gemeinschaft der Portugiesischsprachigen Länder in Kap Verde am 17. und 18. Juli 2018 erhielt Serbien den Status eines Beobachters.

## Diplomatie

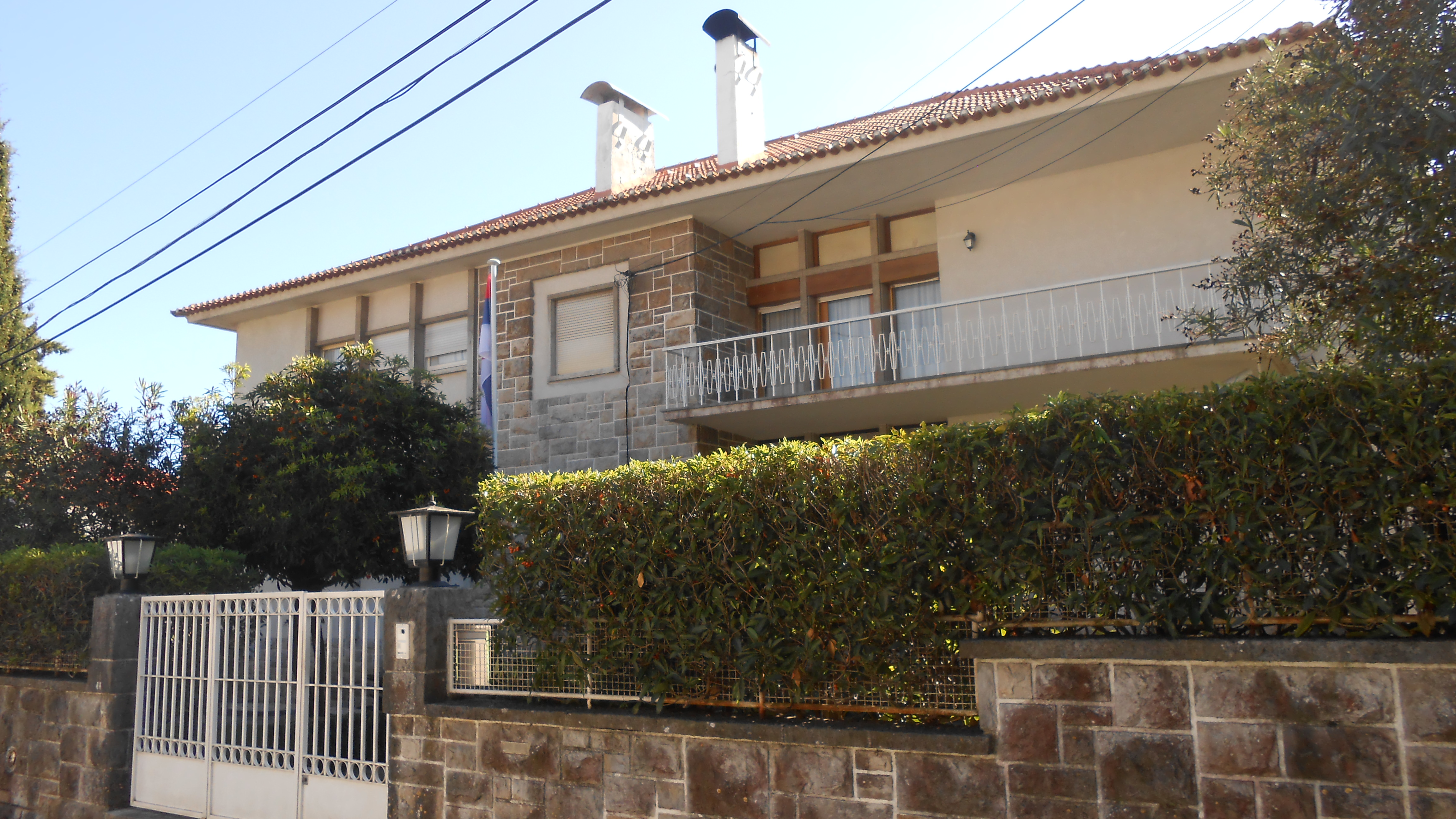
Die Botschaft Serbiens in Lissabon

Serbien unterhält eine Botschaft in der portugiesischen Hauptstadt Lissabon. Dazu ist in Albufeira an der Algarve ein serbisches Honorarkonsulat eingerichtet.
Portugal unterhält eine Botschaft in der serbischen Hauptstadt Belgrad. Konsulate hat Portugal in Serbien nicht eröffnet (Stand 2018).

## Wirtschaft
Die portugiesische Außenhandelskammer AICEP ist in Serbien mit einem Büro an der portugiesischen Botschaft in Belgrad vertreten.

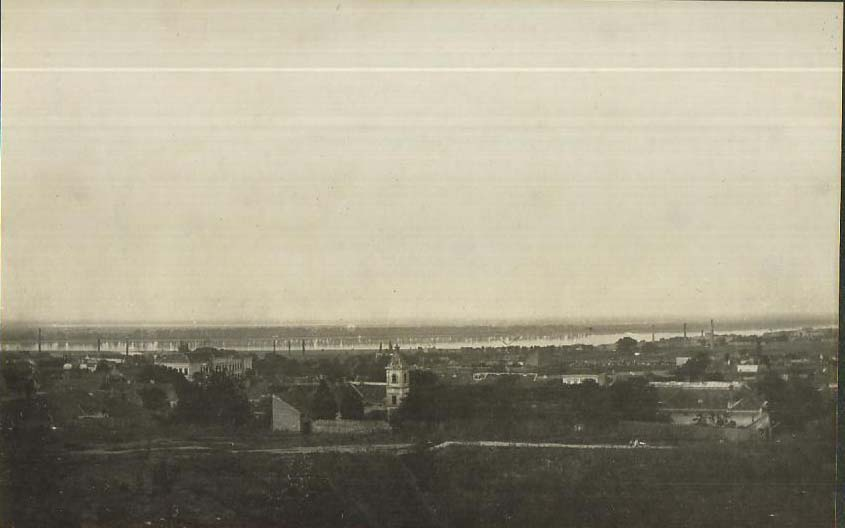
Das Belgrader Industriegebiet um 1919: Druckmaschinen und -teile sind heute das Hauptexportgut Serbiens nach Portugal

Das bilaterale Handelsvolumen belief sich im Jahr 2015 auf 42,558 Mio. Euro (2014: 29,521 Mio., 2013: 29.104 Mio., 2012: 14,864 Mio., 2011: 19,093 Mio.), mit einem Handelsbilanzüberschuss von 34,733 Mio. zu Gunsten Serbiens (2015: 19,099 Mio., 2014: 10,658 Mio., 2012: 9,018 Mio., 2011: 13,486 Mio.). 2015 waren 167 portugiesische Unternehmen im Handel mit Serbien tätig.
Im Jahr 2015 führte Serbien Güter im Wert von 7,825 Mio. Euro aus Portugal ein (2014: 5,211 Mio., 2013: 9,223 Mio., 2012: 5,846 Mio., 2011: 5,607 Mio.), davon 30,3 % Kunststoffe und Gummi, 10,5 % chemisch-pharmazeutische Produkte, 10,4 % Maschinen und Geräte, 10,1 % Schuhe und 10,0 % Fahrzeuge und Fahrzeugteile.
Im gleichen Zeitraum importierte Portugal aus Serbien Waren im Wert von 34,733 Mio. Euro (2014: 24,310 Mio., 2013: 19,881 Mio., 2012: 9,018 Mio., 2011: 13,486 Mio.), davon 55,2 % Maschinen und Geräte (vor allem Druckmaschinen und -teile), 37,7 % landwirtschaftliche Erzeugnisse (vor allem Sonnenblumenkerne und Mais), 1,8 % Kunststoffe und Gummi, 1,7 % Fahrzeuge und Fahrzeugteile, und 1,4 % chemisch-pharmazeutische Produkte.
Damit stand Serbien im Außenhandel Portugals an 97. Stelle als Abnehmer und an 78. Stelle als Lieferant. Im serbischen Außenhandel stand Portugal an 39. Stelle als Abnehmer und an 58. Stelle als Lieferant.

## Kultur
Das staatliche portugiesische Kulturinstitut Instituto Camões ist in Serbien aktiv. So unterhält es u. a. Sprachzentren in Belgrad und Novi Sad und Lektorate an der Universität Belgrad und an der Universität Novi Sad.

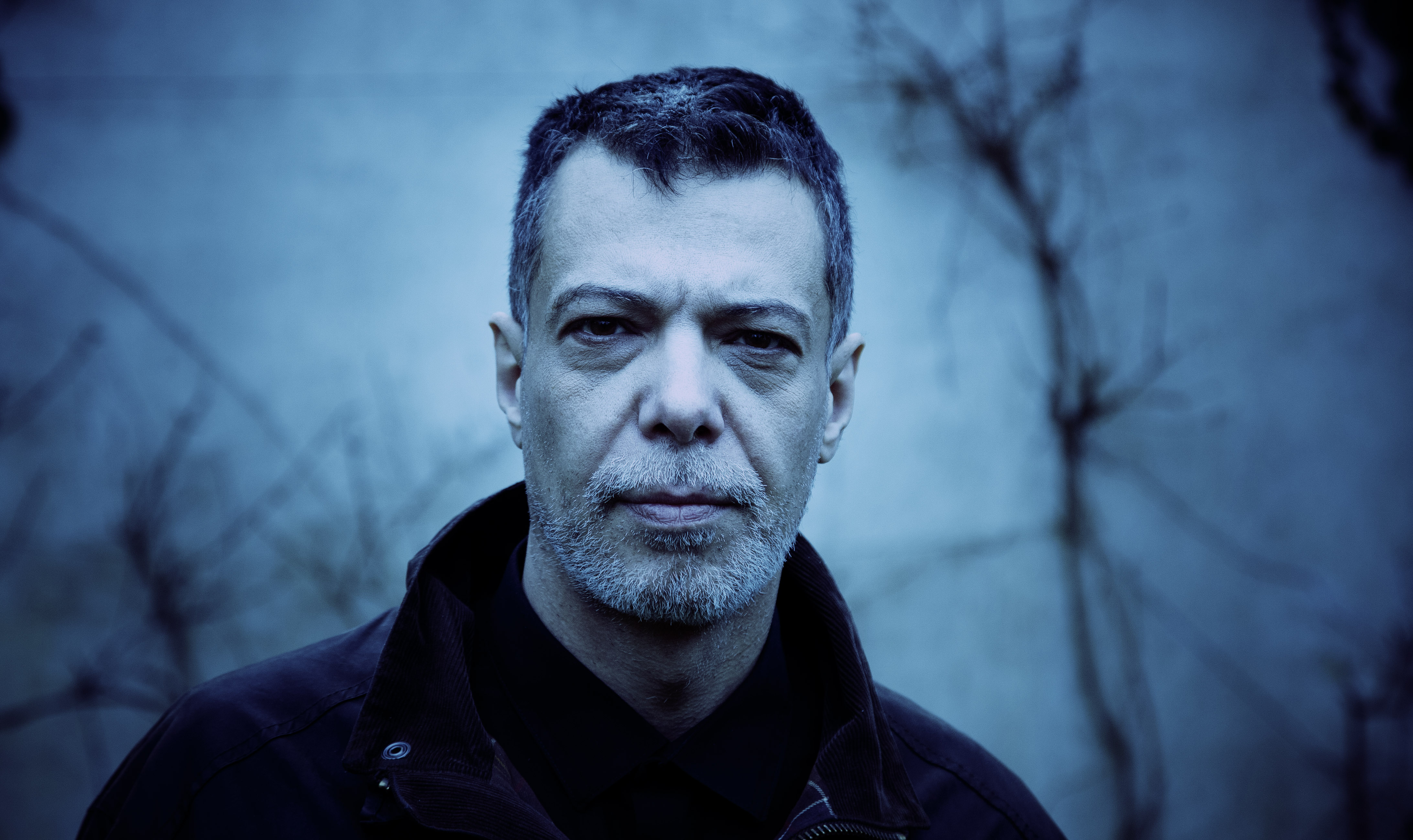
Der serbisch-portugiesische Autor Dejan Tiago Stanković (2015)

Filmschaffende beider Länder sind regelmäßig auf Filmfestivals im jeweils anderen Land vertreten. So wurde der serbische Regisseur Srđan Dragojević 2012 für seinen Film Parada beim portugiesischen Festróia-Filmfestival mit dem goldenen Delphin ausgezeichnet. Gelegentlich kommt es auch zu Kooperationen zwischen dem portugiesischen Film und dem serbischen Kino. So drehte etwa die serbische Regisseurin Nevena Desivojevic 2019 den portugiesisch-serbischen Dokumentarfilm Outside the Oranges Are Blooming, der von der Portugiesin Susana Nobre produziert wurde.
Der serbische Autor Dejan Tiago Stanković wurde 1965 in Belgrad geboren und lebt seit 1996 in Portugal. Er schreibt inzwischen auch selbst auf Portugiesisch. So erschien von ihm 2015 sein Roman Estoril, der sich mit dem titelgebenden Ort Estoril im Großraum Lissabon und dessen Hochzeit als Wohnort für exilierte Könige und für wohlhabende Flüchtlinge im Zweiten Weltkrieg beschäftigt. Auch seine beiden folgenden, ebenfalls in Portugiesisch geschriebenen Romane (Contos de Lisboa und Lisboa ultrasecreta) beschäftigten sich mit seiner Wahlheimat Lissabon. Tiago Stanković wirkt auch als Übersetzer serbo-kroatischer Werke ins Portugiesische und andersherum.
In der Reihe Portugueses pelo Mundo (dt. etwa: Portugiesen über die Welt verstreut) sendete der öffentlich-rechtliche portugiesische Fernsehsender RTP 2012 auch eine Folge über Belgrad, dessen viele Facetten von dort lebenden Portugiesen vorgestellt wurden.

## Sport

### Fußball
Männer

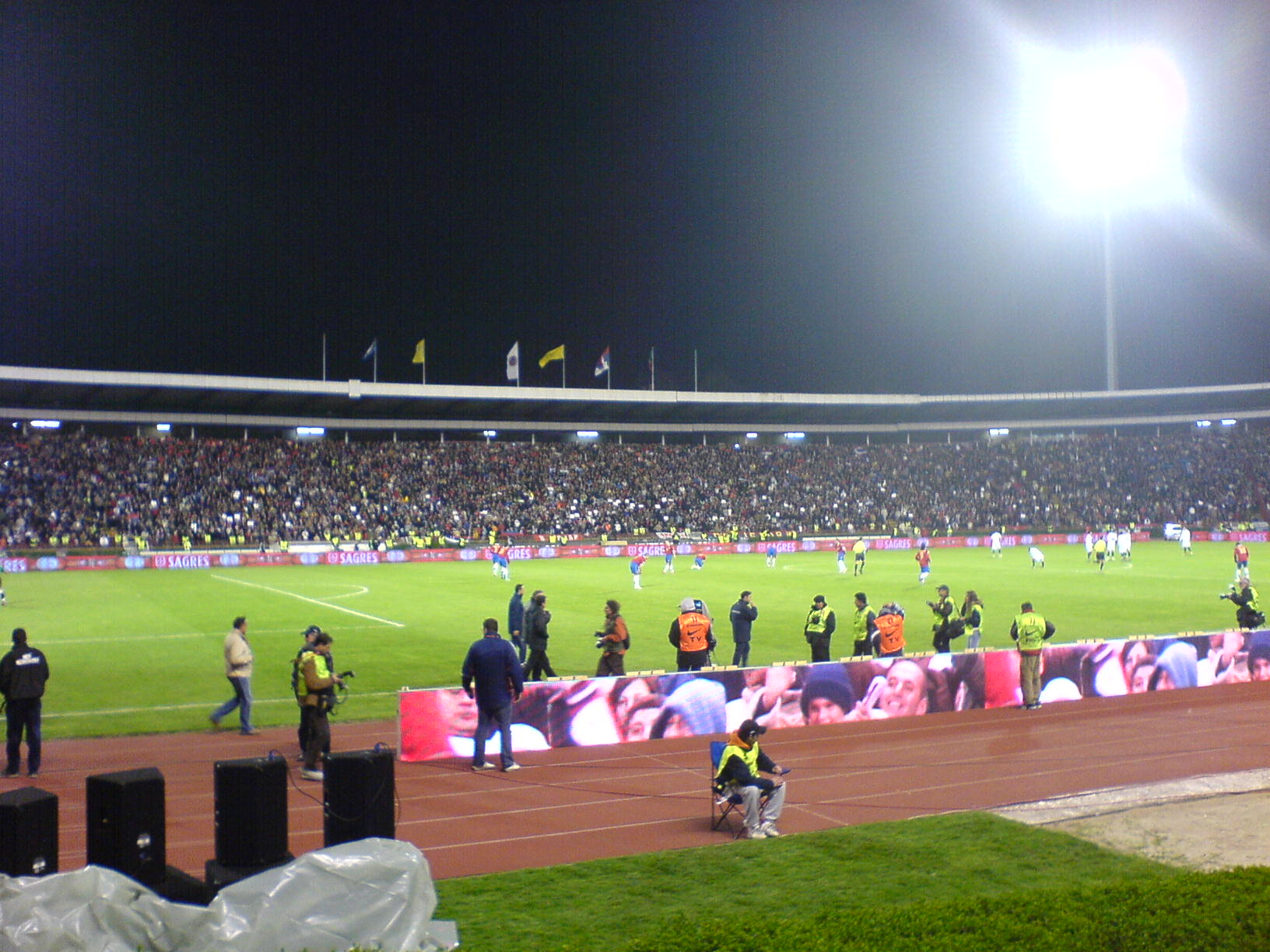
Portugal gegen Serbien am 28. März 2007: das Qualifikationsspiel zur EM 2008 endete 1:1

Die portugiesische Fußballnationalmannschaft und die serbische Nationalelf der Männer spielten bisher fünf Mal gegeneinander (Stand Juli 2019). Erstmals trafen sie am 28. März 2007 im Belgrader Stadion Roter Stern aufeinander, das Qualifikationsspiel zur EM 2008 endete unentschieden 1:1. Insgesamt gewann Portugal zwei Begegnungen, dreimal trennte man sich unentschieden. Bei der EM 2004 in Portugal war Serbien nicht vertreten.
Serbische Spieler laufen häufig auch für portugiesische Vereine auf, darunter die Nationaltorhüter Anđelko Đuričić und Vladimir Stojković. Bei Benfica Lissabon sind serbische Spieler besonders häufig unter Vertrag, darunter Nationalspieler wie Filip Đuričić, Nemanja Matić, Ljubomir Fejsa, Luka Jović, Lazar Marković, Stefan Mitrović, Miralem Sulejmani und Andrija Živković. Bei anderen portugiesischen Klubs spielten ebenfalls eine Reihe Serben, darunter Nationalspieler wie Nemanja Gudelj, Vladimir Volkov, Nikola Stojiljković, Milan Stepanov, Uroš Račić, Komnen Andrić und Radosav Petrović. Nedeljko Stojišić begann seine Profikarriere 2018 beim Portimonense SC. Jugendnationalspieler Jovan Lukić läuft seit 2023 für den portugiesischen Zweitligisten SC União Torreense auf.
In Gegenrichtung spielen auch Portugiesen gelegentlich für serbische Teams. Zuletzt wechselte der Portugiese Tomané im Juli 2019 vom portugiesischen CD Tondela zum serbischen Traditionsverein Roter Stern Belgrad.
Frauen
Die portugiesische Fußballnationalmannschaft der Frauen und die serbische Frauennationalmannschaft trafen bisher noch nicht aufeinander. Beim portugiesischen Algarve-Cup waren die Serbinnen bislang noch nicht vertreten (Stand Juli 2019).

### Tennis

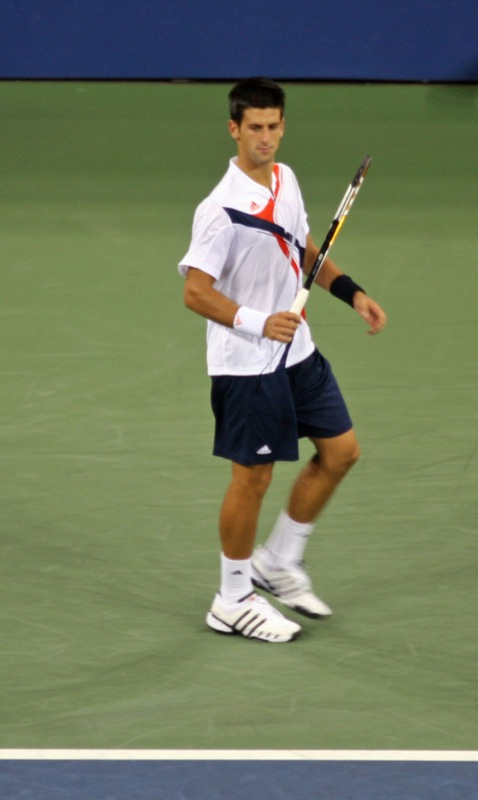
Novak Đoković bei den US Open 2007: im gleichen Jahr gewann er auch das ATP Estoril

Beim wichtigsten portugiesischen Turnier, dem ATP Estoril, treten regelmäßig auch serbische Spieler an. Der Serbe Novak Đoković konnte dabei das Estoril Open 2007 gewinnen.
Beim wichtigsten serbischen Turnier, dem ATP Belgrad, gab es noch keinen portugiesischen Sieger (Stand Juli 2019).
Die Freundschaft zwischen dem serbischen Weltranglistenzweiten Novak Đoković und dem portugiesischen Fußballspieler Cristiano Ronaldo sorgte Ende 2019 international für Interesse, als ein Video in den sozialen Medien die Runde machte, in dem die beiden in Dubai zusammen unbeschwert Sprungtechnik trainierten. Hintergrund war Ronaldos Sprungfähigkeit, die ihm kurz zuvor zu einem vielbeachteten 2,56 cm hohen Kopfballsprung verhalf.

### Andere
Kanu und Rudern
Bei den Kanurennsport-Weltmeisterschaften 2018 im portugiesischen Montemor-o-Velho schloss Serbien als 15. ab, der Gastgeber wurde 7. An gleicher Stelle hatten auch schon die Kanurennsport-Europameisterschaften 2013 (Serbien wurde 6., Portugal 12.) und die Ruder-EM 2010 (Serbien 17., Portugal 12.) stattgefunden.
Zu Zeiten Jugoslawiens war Belgrad Austragungsort der Kanu-Weltmeisterschaften 1971, 1975, 1978 und 1982 gewesen, Portugal hatte dort jedoch keine Erfolge errungen oder war gar nicht erst dort vertreten. Serbien hat seither keine Kanu-WM mehr ausgerichtet, aber die Kanu-EM 2011 und die Kanu-EM 2018 (Portugal wurde 8., Serbien 9.) fanden in Belgrad statt.
Bei der Ruder-EM 2014 in Belgrad wurden Portugal und Serbien beide Elfter. Bereits 1932, zu Zeiten des Königreichs Jugoslawien, hatte dort eine Ruder-EM stattgefunden.
Basketball
Im Basketball sind die portugiesische Basketballnationalmannschaft und das serbische Basketballnationalteam schon mehrfach aufeinander getroffen, mit traditioneller Überlegenheit der serbischen Auswahl. Serbien steht aktuell auf Rang 3 der FIBA-Weltrangliste, Portugal rangiert auf Platz 47 (Stand August 2019).
Bei den Basketball-Europameisterschaften 1961, 1975 und 2005, die ganz oder teilweise in Serbien stattfanden, war Portugal nicht vertreten. Portugal hat bislang noch keine Basketball-Europameisterschaft ausgerichtet (Stand 2019).
Gelegentlich treten serbische Spieler auch für portugiesische Teams an, etwa Nationalspieler Goran Karadžić, der 2004 beim Ginásio Clube Figueirense seine Karriere beendete.
Handball
In der Saison 2019/20 lief der serbische Nationalspieler Marko Vujin für Sporting Lissabon auf. Der serbische Handballnationalspieler Lazar Kukić spielte von 2020 bis 2022 bei Benfica Lissabon und gewann u. a. die EHF European League 2021/22. Bereits seit 2019 steht der deutsch-serbische Handballer Petar Đorđić bei Benfica unter Vertrag.
Ljubomir Obradović beendete seine Spielerlaufbahn 1993 in Portugal bei Vitória Setúbal, wo er seit 1988 unter Vertrag stand. Danach war er auch für mehrere portugiesische Vereine als Trainer aktiv und errang eine Reihe Titel, darunter mehrfach die portugiesische Meisterschaft (mit Belenenses Lissabon 1994 und mit der Handballabteilung des FC Porto siebenmal in Serie ab 2009).
Der serbische Nationalspieler Svetislav Verkić spielte von 2007 bis 2010 bei Madeira Andebol SAD, Darko Ðukić 2020/2021 bei Sporting Lissabon, und Nenad Malencić 2011/2012 beim FC Porto. Auch Marko Krivokapić spielte bei Madeira Andebol, von 2000 bis 2004.
Schwimmen
Bei den Schwimmeuropameisterschaften 2024 in Belgrad wurde die Portugiesin Camila Rebelo über 200 m Rücken Europameisterin.
In Portugal fanden noch keine Europameisterschaften statt (Stand 2024).